# ファイナルファンタジー・クリスタルクロニクルシリーズ
ファイナルファンタジー・クリスタルクロニクルシリーズ （英字：FINAL FANTASY Crystal Chronicles series）は、スクウェア・エニックスが開発するコンピュータゲーム「ファイナルファンタジーシリーズ」（以下FFシリーズ）の外伝的シリーズ作品である。略称はFFCCシリーズ。

## 概要
FFシリーズの外伝的シリーズだが、近年では、任天堂ハード向けのファイナルファンタジーシリーズとして「ファイナルファンタジー・クリスタルクロニクル」シリーズと区切って1つのシリーズ化したもの。第1作は、任天堂との共同制作によるもの（エンディングで「Directed by Nintendo」とクレジットされている為、FFと任天堂のコラボといえる） 。FFシリーズとは違い、ナンバリングではなくサブタイトルをつける。
本シリーズの共通点として「クリスタルがストーリーの重要な鍵を握る」「4つの種族（下記に記載）が存在する」「イフリートなどの召喚獣が登場しない」がある。またクリスタルベアラーを除いた作品ではチョコボが登場しない。
第1作を基準とすると、DS版の2作品が過去、Wiiウェア版が近未来、クリスタルベアラーが数千年後の物語となる。

## シリーズ作品
- ファイナルファンタジー・クリスタルクロニクル（Nintendo GameCube）
  - ファイナルファンタジー・クリスタルクロニクル リマスター（Nintendo Switch・PlayStation 4・iOS・Android）
- ファイナルファンタジー・クリスタルクロニクル リング・オブ・フェイト（Nintendo DS）
- 小さな王様と約束の国 ファイナルファンタジー・クリスタルクロニクル（WiiWare）
- ファイナルファンタジー・クリスタルクロニクル エコーズ・オブ・タイム（Nintendo DS・Wii）
- 光と闇の姫君と世界征服の塔 ファイナルファンタジー・クリスタルクロニクル（WiiWare）
- ファイナルファンタジー・クリスタルクロニクル クリスタルベアラー（Wii）

## シリーズ化までの経緯
第1作ファイナルファンタジー・クリスタルクロニクルは、スクウェアが任天堂からの出資を受けて設立したゲームデザイナーズ・スタジオによって制作されている。これは事実上「任天堂ハード向けのFF」を作るための専用スタジオであった。以後、「新生」FFシリーズという形でシリーズ化される。
『クリスタルベアラー』のエグゼクティブ・プロデューサーである河津秋敏自身は作品について「スタッフにはこれからのFFのスタンダードになるくらいの意気込みで臨むように伝えています」という発言をしている。

## 種族
FFCCシリーズにのみ登場する4つの種族の存在が、このシリーズを特徴付けるものの1つ。人の言葉を話せる種族はこの他にも、FFシリーズでお馴染みのモーグリやカーバンクルがいる。

### 4つの種族
主要な亜人種たち。
クラヴァット
地道で穏やかな性格の「温」の民。争いごとを好まない彼らは、常に人々との融和を優先して行動する。空気も、土も、どんな種族の人々も、彼らにとっては友達である。歴代の主人公のほとんどを占める（初代とエコーズ・オブ・タイムはプレイヤーがキャラ設定を行うため）。
リルティ
伝統を重んじる「武」の民。遠い昔、大陸の覇者だったという歴史が、今もなお種族の誇りとなっている。血の気は多いがさっぱりした気性が人望を集め、世界の商業の中心を担う。4種族の中では平均身長は低め。
ユーク
研究者として日々を穏やかに送る「智」の民。リルティの武力支配に対して、魔法の力で抵抗した過去を持つ。異様とも思える外観は、魔力を最大限に活かすための仮の姿だと言われている。4種族の中で最も平均身長が高い。クリスタルベアラーでようやく謎が解明される。
セルキー
己を第一と考えることを美徳とする「我」の民。毛皮をまとい盗品で着飾っている。野生動物のような敏捷性としなやかさを持ち、それらを活かして盗賊になる者も多い。クリスタルベアラーではベアラーにはならない唯一の種族である。

### その他
- モーグリ
- カーバンクル